# Plaque d'immatriculation béninoise

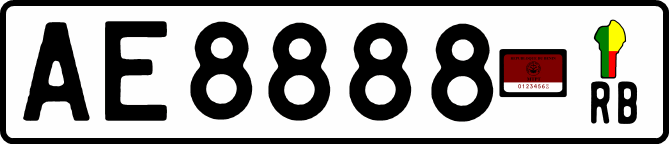
Représentation schématique d'une plaque d'immatriculation béninoise.

La plaque d’immatriculation au Bénin permet, comme tous les types de plaques minéralogiques d’identifier les véhicules. 

## Système d'immatriculation actuel

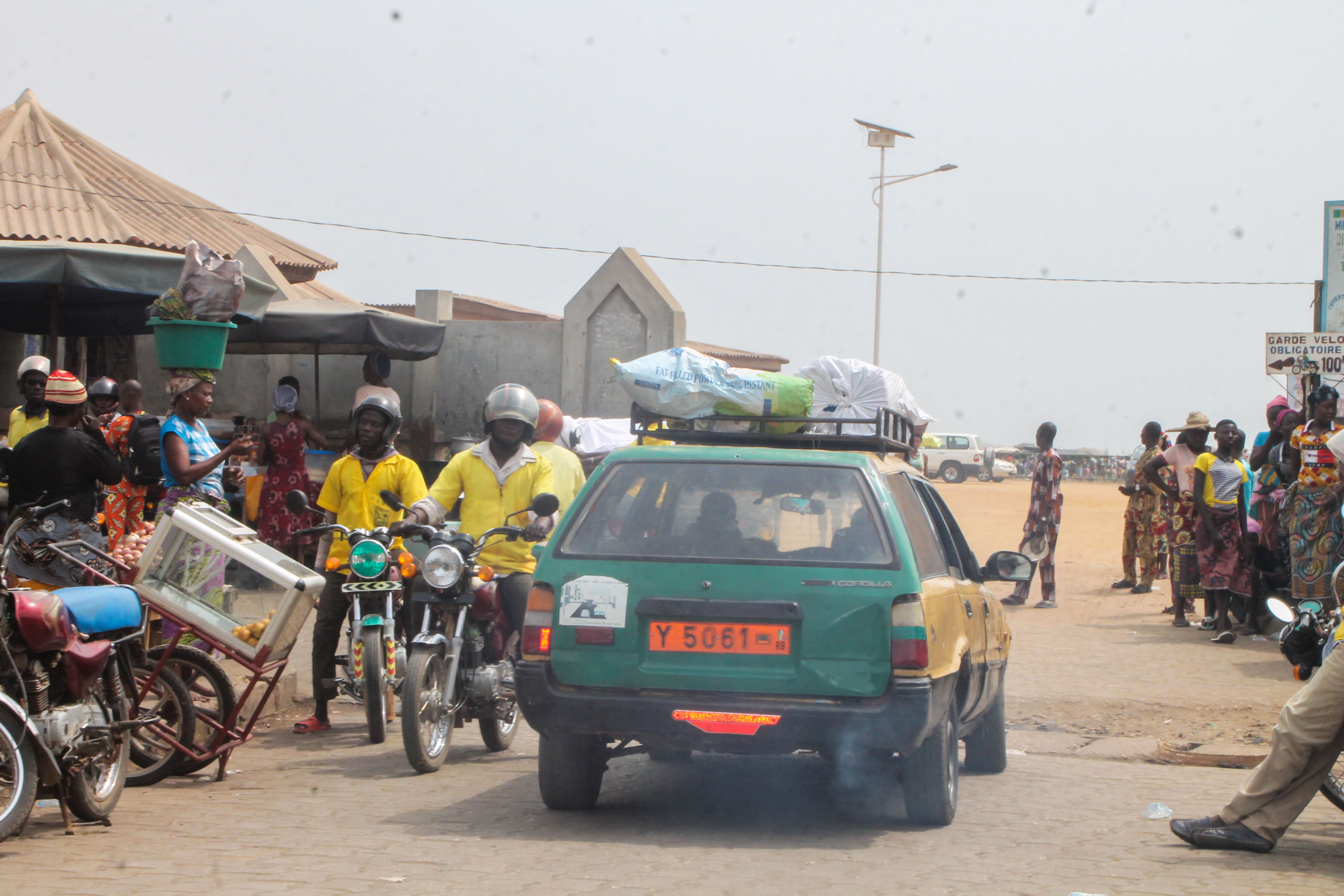
Taxi avec une plaque orange à Abomey-Calavi.

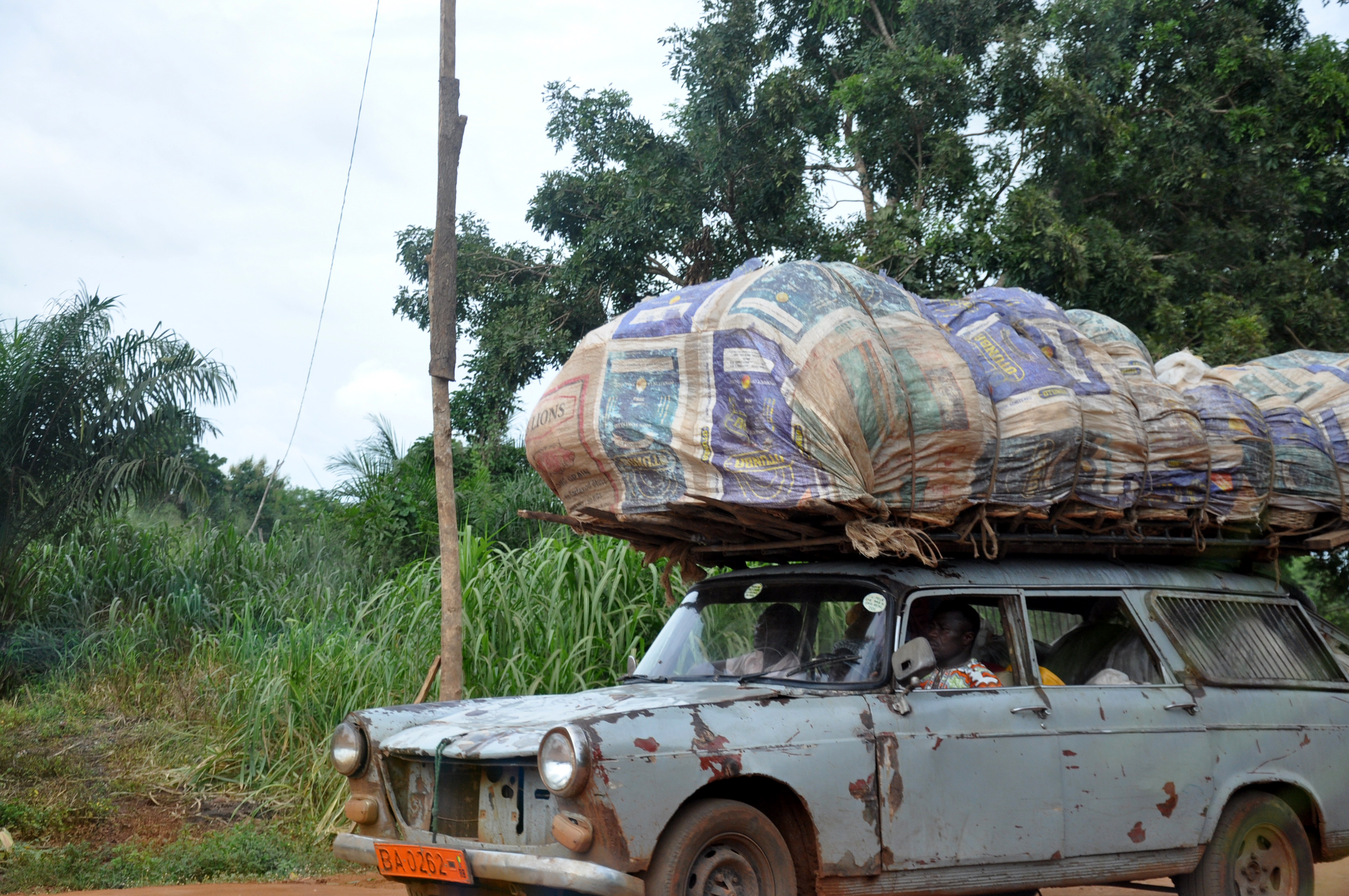
Véhicule de transport public très chargé.

Les taxis de transport public sont reconnaissables à leurs plaques d'immatriculation orange.
En décembre 2018, le gouvernement annonce « la modernisation des formalités » et « l’allègement de la constitution des pièces administratives y relatives » qui doivent permettre la simplification de la procédure d’immatriculation ou de ré-immatriculation notamment des véhicules à quatre roues, à compter du 1er trimestre 2019.